# Liste der Naturdenkmale in Nieheim
Die Liste der Naturdenkmale in Nieheim nennt die Naturdenkmale in Nieheim im Kreis Höxter in Nordrhein-Westfalen.

## Naturdenkmale
| Nummer | Bezeichnung                                 | Gemarkung    | Flurstück | Lage                                                                                              | Bemerkung | Bild                                        |
| ------ | ------------------------------------------- | ------------ | --------- | ------------------------------------------------------------------------------------------------- | --------- | ------------------------------------------- |
| 25     | 1 Sommerlinde                               | Eversen      | 3;284     | Am Eingang zum Hof Ahlemeyer. 51° 50′ 15,1″ N, 9° 7′ 22,8″ O                                      |           | Sommerlinde am Eingang zum Hof Ahlemeyer    |
| 26     | Stieleichen-Allee                           | Holzhausen   | 10;251    | Ca. 70 Bäume westlich des Schlosses. 51° 47′ 29″ N, 9° 7′ 57,7″ O                                 |           | Stieleichen-Allee in Holzhausen             |
| 15     | Sommerlinde                                 | Himmighausen | 5;33      | Am Feldweg auf dem Lindenberg, südlich Bahnhof Himmighausen. 51° 47′ 59,6″ N, 8° 59′ 57,7″ O      |           | Antoniuslinde Himmighausen                  |
| 16     | Quellsumpf                                  | Himmighausen | 3;143     | Auf dem Keilberg südwestlich des Gehöftes Nr. 36. 51° 49′ 10,1″ N, 9° 1′ 34″ O                    |           |                                             |
| 17     | Sommerlinde                                 | Holzhausen   | 9;237     | Auf dem Friedhof. 51° 47′ 37,6″ N, 9° 8′ 2″ O                                                     |           |                                             |
| 18     | Feldahorn mit Mistel                        | Nieheim      | 14;24.3   | Einfahrt zu einem Weidegrundstück am Schierenbach östlich Nieheim. 51° 48′ 21,6″ N, 9° 8′ 35,5″ O |           |                                             |
| 19     | Sommerlinde                                 | Eversen      | 4;34      | Eingang zum Friedhof. 51° 50′ 21,9″ N, 9° 7′ 47,6″ O                                              |           | Sommerlinde am Eingang zum Friedhof Eversen |
| 20     | Tümpel mit Röhricht beim Sportplatz Eversen | Eversen      | 262 tlw   | Nördlich Eversen innerhalb einer Gehölzgruppe. 51° 50′ 21,8″ N, 9° 8′ 8,5″ O                      |           | Tümpel mit Röhricht beim Sportplatz Eversen |
| 21     | Stieleiche                                  | Sommersell   | 3;66      | Am Schweinestall der Grevenburg. 51° 50′ 38,3″ N, 9° 11′ 9″ O                                     |           |                                             |